# Dorsetshire (Band)
Dorsetshire ist eine deutsche Band, die der Dark-Wave-Bewegung zugerechnet wird. Sie wurde um 1992 gegründet und veröffentlichte ihr offizielles Debütalbum Das letzte Gefecht mit ihren bekanntesten Liedern Straße der Verdammnis und Herzschlag im Jahr 1996. 1998 wurde das Projekt aufgelöst, im Jahr 2017 kam es jedoch zu einer Neugründung durch den Frontman Monaco-X unter anderem mit Bruno Kramm, bekannt von Das Ich.

## Geschichte
Dorsetshire wurde 1992 von Jürgen Ellenrieder (Monaco-X) zusammen mit Jörg „Jogy“ Wolfgram von Relatives Menschsein und Andy Age als Dark-Wave- und EBM-Band gegründet und benannte sich dabei nach der Dorsetshire, einem Kriegsschiff der britischen Royal Navy, das gemeinsam mit anderen Schiffen im Mai 1941 an der Versenkung des deutschen Schlachtschiffs Bismarck beteiligt war. Das Projekt veröffentlichte im gleichen Jahr eine Musikkassette mit dem Titel Dorsetshire bei dem Label Danse Macabre und 1994 folgte das Album Das letzte Gefecht bei Off Beat. Die Lieder Straße der Verdammnis und Herzschlag vom Debütalbum wurden zu Clubhits, die die Band in der Szene bekannt machten. 1996 folgte das Album Beast und 1998 entschieden die Musiker, das Bandprojekt aufzulösen.
2017 kam es zu einer Neugründung der Band durch Jürgen Ellenrieder (Monaco-X), der dafür Bruno Kramm von Das Ich als Keyboarder sowie den Schlagzeuger Flo Prantl und den Gitarristen Patty Juhasz gewinnen konnte. Die Band startete ihre neue Aktivität mit einem Auftritt bei dem Wave-Gotik-Treffen in Leipzig sowie auf weiteren Festivals wie der Nocturnal Culture Night 2017. 2018 veröffentlichte die Band die EP Timemachine, erneut bei dem von Kramm geleiteten Label Danse Macabre, für das auch neue überarbeitete Versionen von Straße der Verdammnis und Herzschlag aufgenommen wurden.
2024 spielte die Band ihr Abschiedskonzert auf dem 31. WGT in Leipzig.

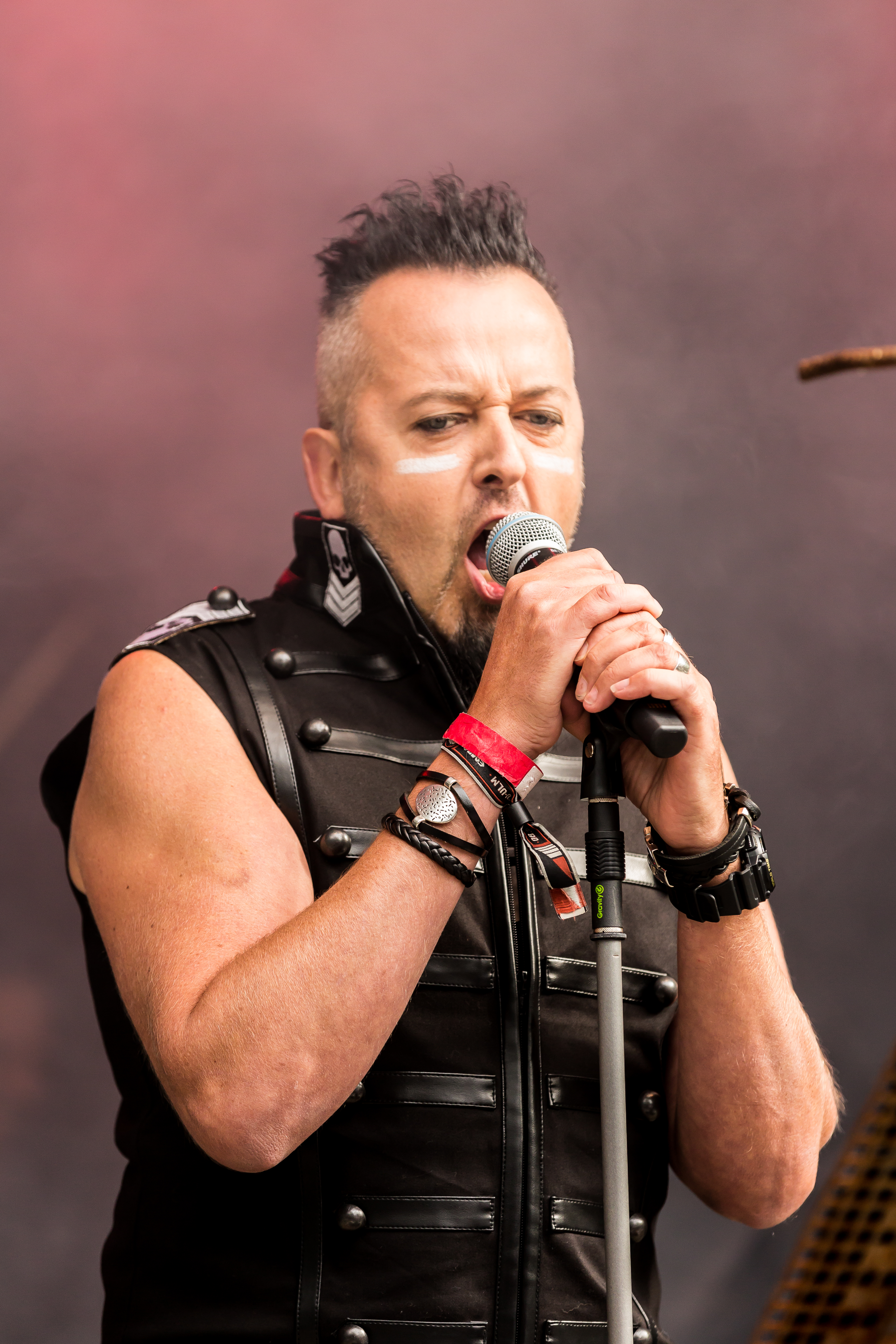
Monaco-X
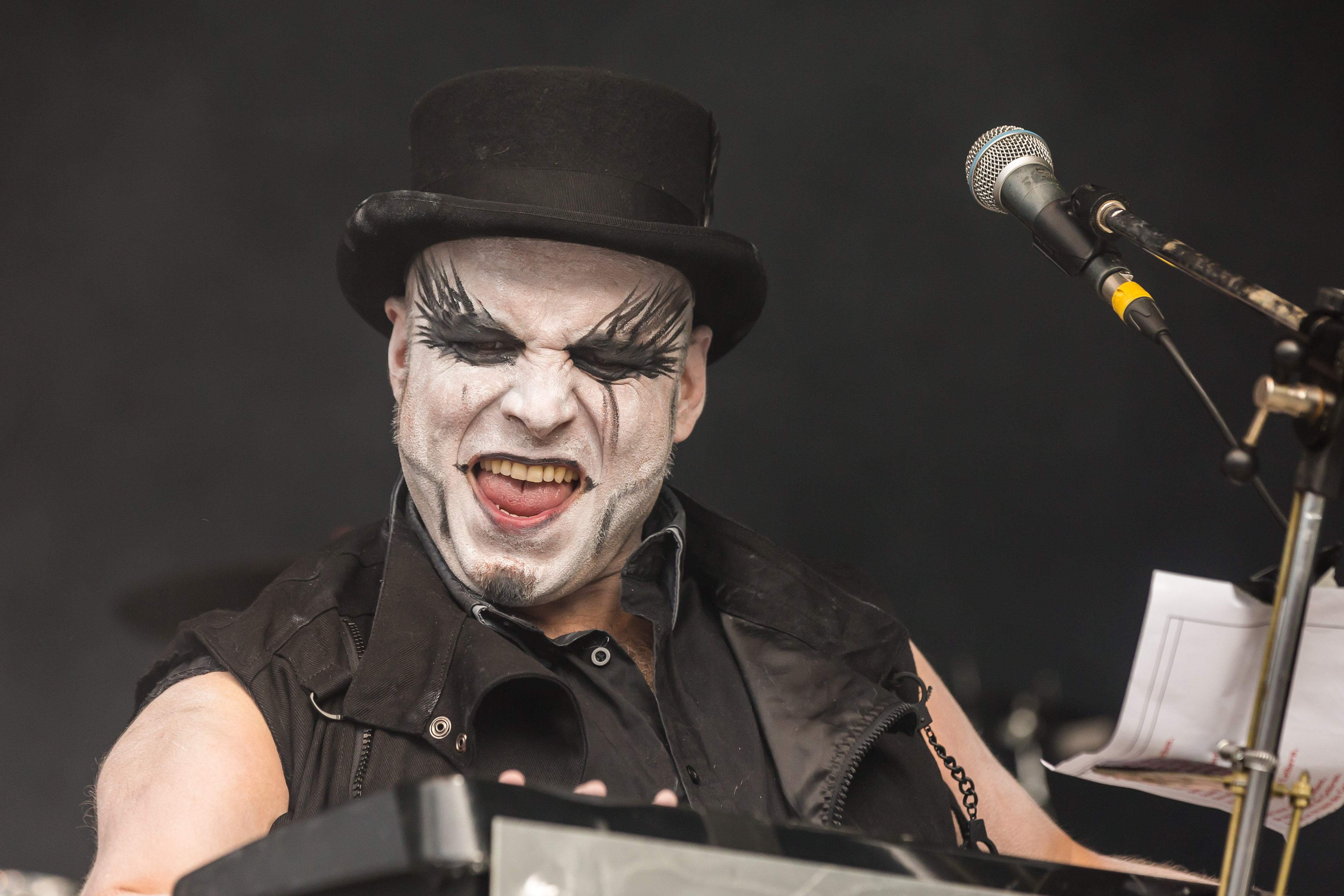
Bruno Kramm
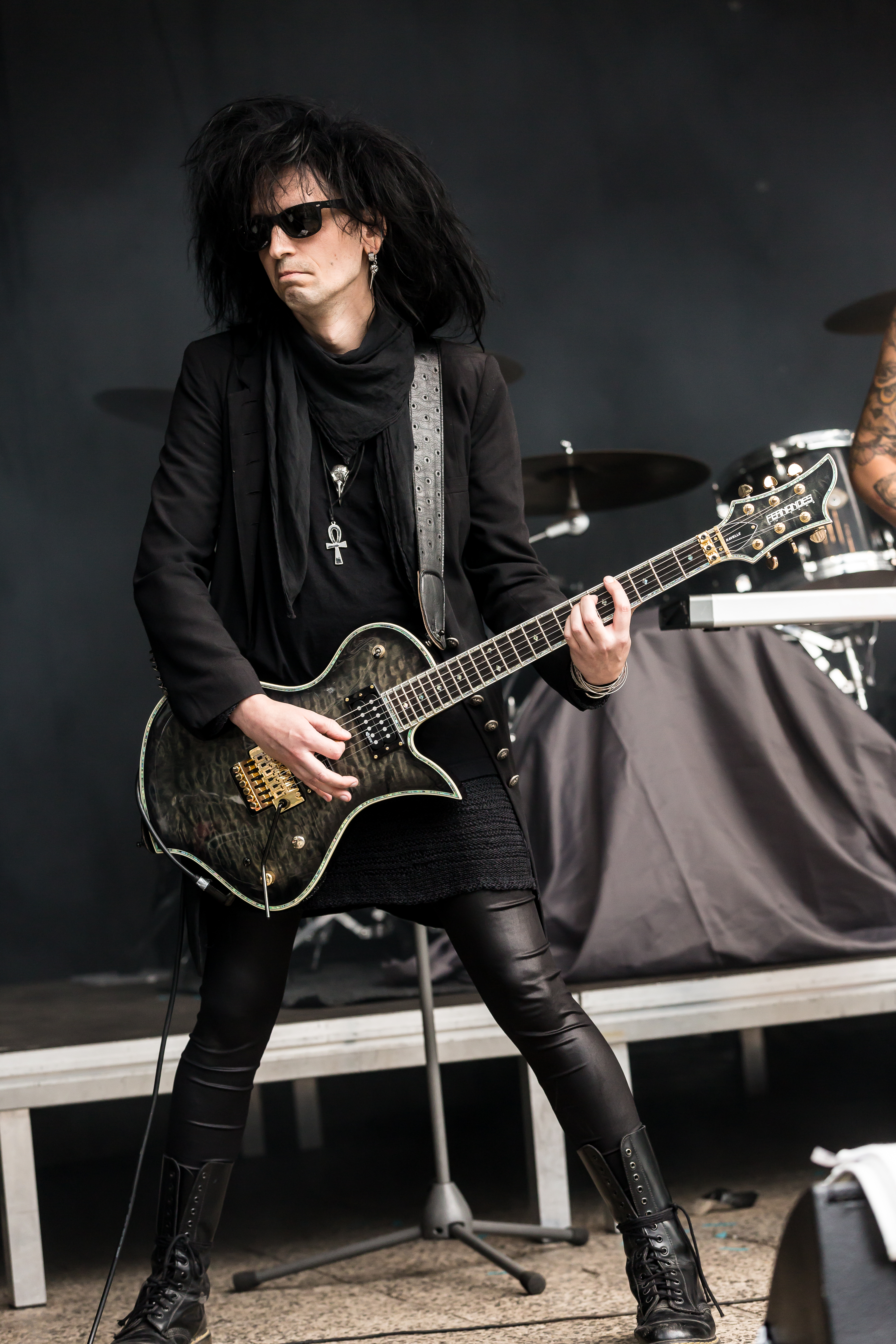
Patty Juhasz
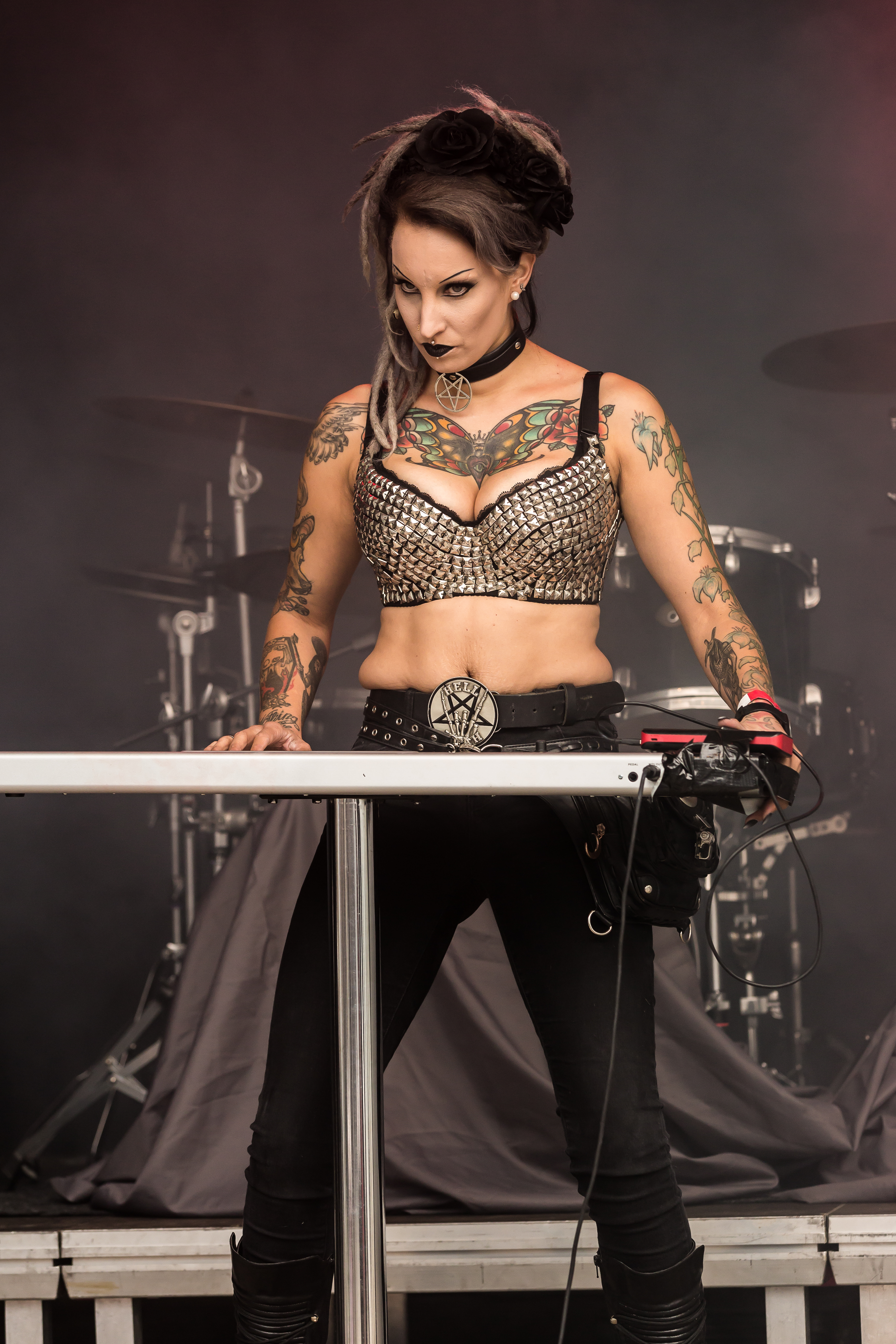
Lea

## Diskografie
- 1992: Dorsetshire (MC, Danse Macabre)
- 1993: Live Augsburg 26.9.93 (MC, Eigenveröffentlichung)
- 1994: Das letzte Gefecht (CD, Off Beat)
- 1996: Beast (CD, Off Beat)
- 1996: Herz aus Stahl (EP, Off Beat)
- 2018: Timemachine (EP, Danse Macabre)

## Belege
1. 1 2  Interview mit Dorsetshire auf die-schwarze-familie.net; abgerufen am 5. Juni 2020
2. 1 2 3  Dorsetshire – Timemachine auf der Website von Danse Macabre; abgerufen am 5. Juni 2020
3. ↑  Reunion & neue Songs: Dorsetshire sind wieder da! auf der Website des Sonic Seducer; abgerufen am 5. Juni 2020
4. ↑  Michael Budde: Wave-Gotik-Treffen 2024 - Unser Rückblick - Shows. 23. Mai 2024, abgerufen am 15. Juni 2024 (deutsch).